# Alessandro Cortini
Pour les articles homonymes, voir Cortini.
Alessandro Cortini, né à Bologne le 24 mai 1976, est un musicien italien. 

## Biographie
Alessandro Cortini a grandi à Forlì et a été  claviériste de Nine Inch Nails en tournée, de 2002 à fin 2008. Il a également remplacé Morgan Nicholls aux côtés de Muse pendant l'émission Taratata sur France 2,,, . 
Dans un communiqué du 26 février 2013, Trent Reznor annonce qu'Alessandro Cortini réintègre Nine Inch Nails pour la tournée de reformation en 2013-2014
Sortie en août 2010 de Sonno, son premier projet solo.

## Discographie

### Albums studio
- 2014 - Sonno
- 2015 - Risveglio
- 2017 - Avanti
- 2019 - Volume Massimo
- 2019 - Avanti - live Berlin Atonal
- 2020 - Prime Cose
- 2020 - Emosfere
- 2020 - Movimento
- 2020 - Prime Cose
- 2020 - Memorie I
- 2020 - Memorie II
- 2020 - Spettri
- 2020 - Ritmo I
- 2020 - Ritmo II
- 2021 - SCURO CHIARO